# Fruithurst
Fruithurst est une ville du comté de Cleburne, en Alabama, aux États-Unis,.
Elle est fondée, dans les années 1880, à l'arrivée de la ligne ferroviaire qui relie Birmingham à Atlanta. La  ville est incorporée en 1894. 

## Démographie
| 1900 | 1910 | 1920 | 1930 | 1940 | 1950 | 1960 | 1970 |
| ---- | ---- | ---- | ---- | ---- | ---- | ---- | ---- |
| 374  | 257  | 223  | 225  | 281  | 318  | 255  | 229  |

| 1980 | 1990 | 2000 | 2010 | - | - | - | - |
| ---- | ---- | ---- | ---- | - | - | - | - |
| 239  | 177  | 270  | 284  | - | - | - | - |

## Source de la traduction
- (en) Cet article est partiellement ou en totalité issu de l’article de Wikipédia en anglais intitulé « Fruithurst, Alabama » (voir la liste des auteurs).